# Belmonte, Bahia
Belmonte este un oraș în statul Bahia (BA) din Brazilia.